# Copa de Oro de la Concacaf 2011
La Copa de Oro 2011 fue la vigésima primera edición del máximo torneo de selecciones organizado por la Confederación de Fútbol Asociación de Norte, Centroamérica y el Caribe (Concacaf por sus siglas en inglés). Se llevó a cabo por undécima ocasión en Estados Unidos.
La final se jugó en Rose Bowl el 25 de junio de 2011, y enfrentó por tercera ocasión consecutiva a las selecciones de México y Estados Unidos. México conquistó el noveno título en la historia del torneo, y también se convirtió en representante del área en la Copa FIFA Confederaciones 2013 a realizarse en Brasil.

## Sedes
| Ciudad           | Estadio                            | Capacidad | Fase             |
| ---------------- | ---------------------------------- | --------- | ---------------- |
| Carson           | The Home Depot Center              | 27.000    | Fase de grupos   |
| Arlington        | Cowboys Stadium                    | 80.000    | Fase de grupos   |
| Detroit          | Ford Field                         | 65.000    | Fase de grupos   |
| Charlotte        | Bank of America Stadium            | 73.298    | Fase de grupos   |
| Miami            | Estadio Riccardo Silva             | 23.500    | Fase de grupos   |
| Tampa            | Raymond James Stadium              | 66.321    | Fase de grupos   |
| Chicago          | Soldier Field                      | 61.500    | Fase de grupos   |
| Harrison         | Red Bull Arena                     | 25.189    | Fase de grupos   |
| Kansas City      | Livestrong Sporting Park           | 25.000    | Fase de grupos   |
| East Rutherford  | MetLife Stadium                    | 82.566    | Cuartos de final |
| Washington D. C. | Robert F. Kennedy Memorial Stadium | 56.000    | Cuartos de final |
| Houston          | Reliant Stadium                    | 71.500    | Semifinales      |
| Pasadena         | Estadio Rose Bowl                  | 93.000    | Final            |

| Arlington                | Carson | Detroit | Charlotte               |
| ------------------------ | --- | --- | ----------------------- |
| Cowboys Stadium          | The Home Depot Center | Ford Field | Bank of America Stadium |
| Capacidad: 80 000        | Capacidad: 27 000 | Capacidad: 65 400 | Capacidad: 73 298       |
|                          | | |                         |
| Miami                    | Carson Arlington Detroit Charlotte Miami Tampa Chicago Harrison Kansas City East Rutherford Washington D. C. Houston Pasadena | Carson Arlington Detroit Charlotte Miami Tampa Chicago Harrison Kansas City East Rutherford Washington D. C. Houston Pasadena | Tampa                   |
| FIU Stadium              | Carson Arlington Detroit Charlotte Miami Tampa Chicago Harrison Kansas City East Rutherford Washington D. C. Houston Pasadena | Carson Arlington Detroit Charlotte Miami Tampa Chicago Harrison Kansas City East Rutherford Washington D. C. Houston Pasadena | Raymond James Stadium   |
| Capacidad: 23 500        | Carson Arlington Detroit Charlotte Miami Tampa Chicago Harrison Kansas City East Rutherford Washington D. C. Houston Pasadena | Carson Arlington Detroit Charlotte Miami Tampa Chicago Harrison Kansas City East Rutherford Washington D. C. Houston Pasadena | Capacidad: 66 321       |
|                          | Carson Arlington Detroit Charlotte Miami Tampa Chicago Harrison Kansas City East Rutherford Washington D. C. Houston Pasadena | Carson Arlington Detroit Charlotte Miami Tampa Chicago Harrison Kansas City East Rutherford Washington D. C. Houston Pasadena |                         |
| Chicago                  | Pasadena | Pasadena | Harrison                |
| Soldier Field            | Estadio Rose Bowl | Estadio Rose Bowl | Red Bull Arena          |
| Capacidad: 61 500        | Capacidad: 93 000 | Capacidad: 93 000 | Capacidad: 25 189       |
|                          | | |                         |
| Kansas                   | East Rutherford | Washington, D. C. | Houston                 |
| Livestrong Sporting Park | MetLife Stadium | Robert F. Kennedy Memorial Stadium                                                                                            | Reliant Stadium         |
| Capacidad: 25 000        | Capacidad: 82 566 | Capacidad: 56 000 | Capacidad: 71 500       |
|                          | | |                         |

## Clasificación
| Clasificatorias | Clasificatorias |
| --------------- | --------------- |
| Caribe          | Centroamérica   |

| Canadá     | El Salvador    | Guadalupe | Jamaica |
| Costa Rica | Estados Unidos | Guatemala | México  |
| Cuba       | Granada        | Honduras  | Panamá  |

## Resultados

### Primera fase

#### Grupo A

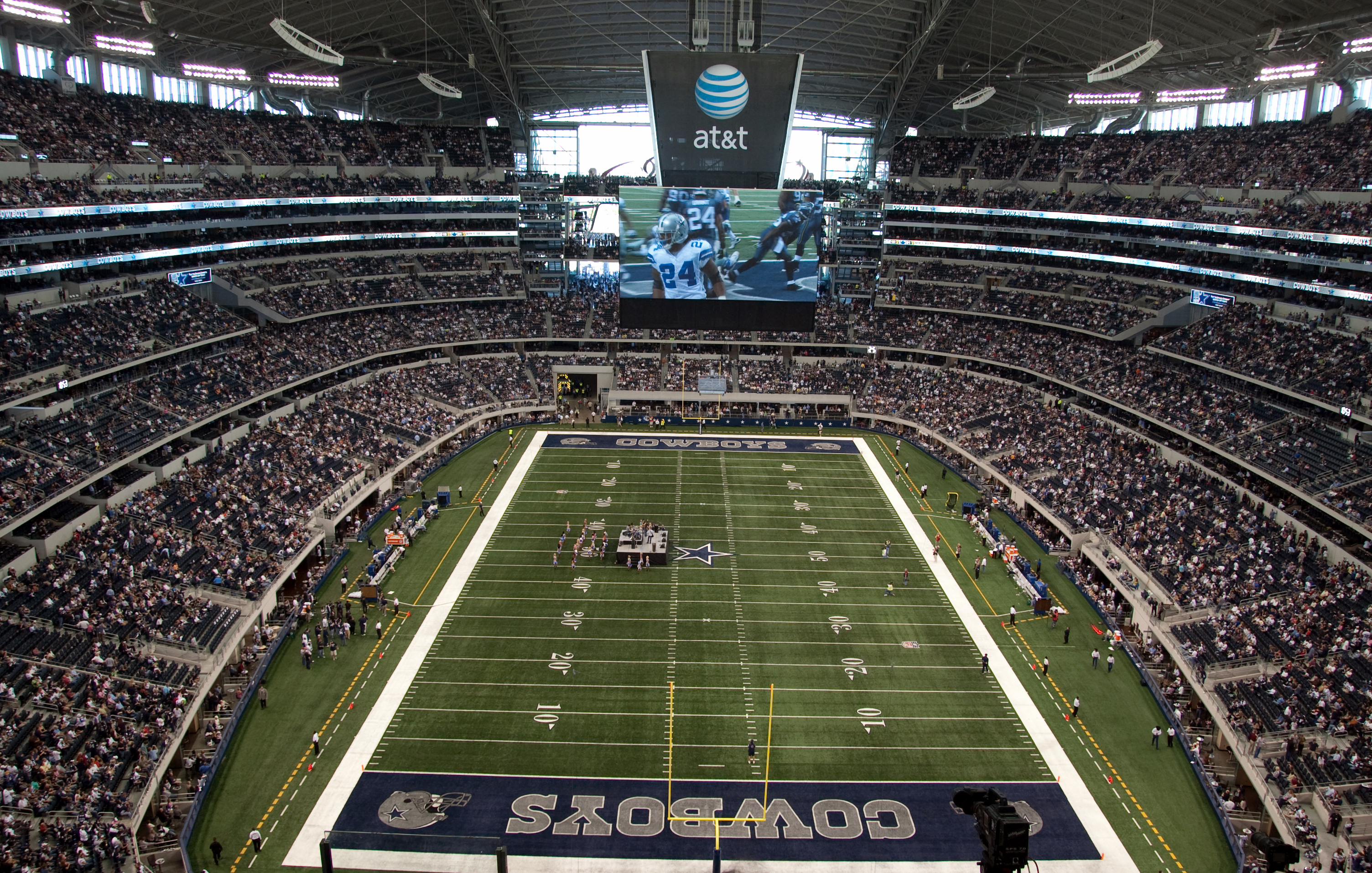
AT&T Stadium.

| Equipo      | Pts | PJ | PG | PE | PP | GF | GC | Dif |
| ----------- | --- | -- | -- | -- | -- | -- | -- | --- |
| México      | 9   | 3  | 3  | 0  | 0  | 14 | 1  | 13  |
| Costa Rica  | 4   | 3  | 1  | 1  | 1  | 7  | 5  | 2   |
| El Salvador | 4   | 3  | 1  | 1  | 1  | 7  | 7  | 0   |
| Cuba        | 0   | 3  | 0  | 0  | 3  | 1  | 16 | -15 |

| 5 de junio de 2011, 17:00 | Costa Rica                                           | 5:0 (2:0) | Cuba | Cowboys Stadium, Dallas                                    |                                                            |
|                           | Ureña 7' 46' · Saborio 41' · Mora 47' · Campbell 71' | Reporte   |      | Asistencia: 80 108 espectadores Árbitro(s): Roberto Moreno | Asistencia: 80 108 espectadores Árbitro(s): Roberto Moreno |

| 5 de junio de 2011, 19:00 | México                                                         | 5:0 (0:0) | El Salvador | Cowboys Stadium, Dallas                                      |                                                              |
|                           | Juárez 55' · De Nigris 58' · J. Hernández 60' 67' 90+4' (pen.) | Reporte   |             | Asistencia: 80 108 espectadores Árbitro(s): Enrico Wijngarde | Asistencia: 80 108 espectadores Árbitro(s): Enrico Wijngarde |

| 9 de junio de 2011, 19:00 | El Salvador | 1:1 (1:0) | Costa Rica   | Bank of America Stadium, Charlotte                       |                                                          |
|                           | Zelaya 45'  | Reporte   | Brenes 90+5' | Asistencia: 46 012 espectadores Árbitro(s): Jair Marrufo | Asistencia: 46 012 espectadores Árbitro(s): Jair Marrufo |

| 9 de junio de 2011, 21:00 | Cuba | 0:5 (0:1) | México                                                    | Bank of America Stadium, Charlotte                            |                                                               |
|                           |      | Reporte   | J. Hernández 36' 76' · Dos Santos 63' 68' · De Nigris 65' | Asistencia: 46 012 espectadores Árbitro(s): Courtney Campbell | Asistencia: 46 012 espectadores Árbitro(s): Courtney Campbell |

| 12 de junio de 2011, 17:00 | El Salvador                                                                | 6:1 (2:0) | Cuba        | Soldier Field, Chicago                                  |                                                         |
|                            | Zelaya 13' 71' · Romero 29' · Blanco 69' · Álvarez 84' · Quintanilla 90+4' | Reporte   | Márquez 83' | Asistencia: 62 000 espectadores Árbitro(s): Neal Brizan | Asistencia: 62 000 espectadores Árbitro(s): Neal Brizan |

| 12 de junio de 2011, 19:00 | México                                       | 4:1 (4:0) | Costa Rica | Soldier Field, Chicago                                     |                                                            |
|                            | Márquez 17' · Guardado 19' 26' · Barrera 38' | Reporte   | Ureña 69'  | Asistencia: 62 000 espectadores Árbitro(s): Roberto Moreno | Asistencia: 62 000 espectadores Árbitro(s): Roberto Moreno |

#### Grupo B
| Equipo    | Pts | PJ | PG | PE | PP | GF | GC | Dif |
| --------- | --- | -- | -- | -- | -- | -- | -- | --- |
| Jamaica   | 9   | 3  | 3  | 0  | 0  | 7  | 0  | 7   |
| Honduras  | 4   | 3  | 1  | 1  | 1  | 7  | 2  | 5   |
| Guatemala | 4   | 3  | 1  | 1  | 1  | 4  | 2  | 2   |
| Granada   | 0   | 3  | 0  | 0  | 3  | 1  | 15 | -14 |

| 6 de junio de 2011, 18:00 | Jamaica                                              | 4:0 (2:0) | Granada | The Home Depot Center, Carson                 |                                               |
|                           | Shelton 21' · Johnson 39' · Phillips 79' · Daley 84' | Reporte   |         | Árbitro(s): Baldomero Toledo (Estados Unidos) | Árbitro(s): Baldomero Toledo (Estados Unidos) |

| 6 de junio de 2011, 20:00 | Honduras | 0:0     | Guatemala | The Home Depot Center, Carson         |                                       |
|                           |          | Reporte |           | Árbitro(s): Francisco Chacón (México) | Árbitro(s): Francisco Chacón (México) |

| 10 de junio de 2011, 19:00 | Jamaica          | 2:0 (0:0) | Guatemala | FIU Stadium, Miami                      |                                         |
|                            | Phillips 65' 78' | Reporte   |           | Árbitro(s): Wálter Quesada (Costa Rica) | Árbitro(s): Wálter Quesada (Costa Rica) |

| 10 de junio de 2011, 21:00 | Granada    | 1:7 (1:3) | Honduras                                                           | FIU Stadium, Miami               |                                  |
|                            | Murray 19' | Reporte   | Bengtson 26' 37' · Costly 28' 67' 71' · Martínez 88' · Mejía 90+3' | Árbitro(s): Dave Gantar (Canadá) | Árbitro(s): Dave Gantar (Canadá) |

| 13 de junio de 2011, 19:00 | Guatemala                                            | 4:0 (2:0) | Granada | Red Bull Arena, Harrison                      |                                               |
|                            | Del Águila 16' · Pappa 22' · Ruiz 54' · Gallardo 59' | Reporte   |         | Árbitro(s): Baldomero Toledo (Estados Unidos) | Árbitro(s): Baldomero Toledo (Estados Unidos) |

| 13 de junio de 2011, 21:00 | Honduras | 0:1 (0:1) | Jamaica     | Red Bull Arena, Harrison               |                                        |
|                            |          | Reporte   | Johnson 36' | Árbitro(s): Joel Aguilar (El Salvador) | Árbitro(s): Joel Aguilar (El Salvador) |

#### Grupo C
| Equipo         | Pts | PJ | PG | PE | PP | GF | GC | Dif |
| -------------- | --- | -- | -- | -- | -- | -- | -- | --- |
| Panamá         | 7   | 3  | 2  | 1  | 0  | 6  | 4  | 2   |
| Estados Unidos | 6   | 3  | 2  | 0  | 1  | 4  | 2  | 2   |
| Canadá         | 4   | 3  | 1  | 1  | 1  | 2  | 3  | -1  |
| Guadalupe      | 0   | 3  | 0  | 0  | 3  | 2  | 5  | -3  |

| 7 de junio de 2011, 18:00 | Panamá                                    | 3:2 (2:0) | Guadalupe      | Ford Field, Detroit                    |                                        |
|                           | Pérez 29' · Tejada 31' · Gómez 57' (pen.) | Reporte   | Jovial 65' 78' | Árbitro(s): Marlon Mejia (El Salvador) | Árbitro(s): Marlon Mejia (El Salvador) |

| 7 de junio de 2011, 20:00 | Estados Unidos             | 2:0 (1:0) | Canadá | Ford Field, Detroit                  |                                      |
|                           | Altidore 14' · Dempsey 62' | Reporte   |        | Árbitro(s): Walter López (Guatemala) | Árbitro(s): Walter López (Guatemala) |

| 11 de junio de 2011, 18:00 | Canadá                | 1:0 (0:0) | Guadalupe | Raymond James Stadium, Tampa         |                                      |
|                            | De Rosario 51' (pen.) | Reporte   |           | Árbitro(s): Trevor Taylor (Barbados) | Árbitro(s): Trevor Taylor (Barbados) |

| 11 de junio de 2011, 20:00 | Estados Unidos | 1:2 (0:2) | Panamá                                | Raymond James Stadium, Tampa                 |                                              |
|                            | Goodson 66'    | Reporte   | Goodson 19' (a.g.) · Gómez 36' (pen.) | Árbitro(s): Marco Antonio Rodríguez (México) | Árbitro(s): Marco Antonio Rodríguez (México) |

| 14 de junio de 2011, 18:00 | Canadá                | 1:1 (0:0) | Panamá       | Livestrong Sporting Park, Kansas     |                                      |
|                            | De Rosario 62' (pen.) | Reporte   | Tejada 90+1' | Árbitro(s): Walter López (Guatemala) | Árbitro(s): Walter López (Guatemala) |

| 14 de junio de 2011, 20:00 | Guadalupe | 0:1 (0:1) | Estados Unidos | Livestrong Sporting Park, Kansas                |                                                 |
|                            |           | Reporte   | Altidore 9'    | Árbitro(s): Jeffrey Solís Calderón (Costa Rica) | Árbitro(s): Jeffrey Solís Calderón (Costa Rica) |

#### Mejores terceros
| Equipo      | Gr | Pts | PJ | PG | PE | PP | GF | GC | Dif |
| ----------- | -- | --- | -- | -- | -- | -- | -- | -- | --- |
| Guatemala   | B  | 4   | 3  | 1  | 1  | 1  | 4  | 2  | 2   |
| El Salvador | A  | 4   | 3  | 1  | 1  | 1  | 7  | 7  | 0   |
| Canadá      | C  | 4   | 3  | 1  | 1  | 1  | 2  | 3  | -1  |

### Segunda fase
|  | Cuartos de final | Cuartos de final |                |       | Semifinales | Semifinales |  |  | Final | Final |
|  |                  |                  |                |       |             |             |  |  |       |       |
|  | 18 de junio      |                  |                |       |             |             |  |  |       |       |
|  |                  |                  |                |       |             |             |  |  |       |       |
|  | Costa Rica       | 1 (2)            |                |       |             |             |  |  |       |       |
|  | Costa Rica       | 1 (2)            | 22 de junio    |       |             |             |  |  |       |       |
|  | Honduras (p.)    | 1 (4)            |                |       |             |             |  |  |       |       |
|  | Honduras (p.)    | 1 (4)            | Honduras       | 0     |             |             |  |  |       |       |
|  | 18 de junio      |                  | Honduras       | 0     |             |             |  |  |       |       |
|  |                  | México (t.s.)    | 2              |       |             |             |  |  |       |       |
|  | México           | México (t.s.)    | 2              | 2     |             |             |  |  |       |       |
|  | México           |                  | 25 de junio    | 2     |             |             |  |  |       |       |
|  | Guatemala        | 1                |                |       |             |             |  |  |       |       |
|  | Guatemala        | 1                | México         | 4     |             |             |  |  |       |       |
|  | 18 de junio      |                  | México         | 4     |             |             |  |  |       |       |
|  |                  | Estados Unidos   | 2              |       |             |             |  |  |       |       |
|  | Jamaica          | Estados Unidos   | 2              | 0     |             |             |  |  |       |       |
|  | Jamaica          | 22 de junio      |                | 0     |             |             |  |  |       |       |
|  | Estados Unidos   | 2                |                |       |             |             |  |  |       |       |
|  | Estados Unidos   | 2                | Estados Unidos | 1     |             |             |  |  |       |       |
|  | 18 de junio      |                  | Estados Unidos | 1     |             |             |  |  |       |       |
|  |                  | Panamá           | 0              |       |             |             |  |  |       |       |
|  | Panamá (p.)      | Panamá           | 0              | 1 (5) |             |             |  |  |       |       |
|  | Panamá (p.)      |                  |                | 1 (5) |             |             |  |  |       |       |
|  | El Salvador      | 1 (3)            |                |       |             |             |  |  |       |       |
|  | El Salvador      | 1 (3)            |                |       |             |             |  |  |       |       |

#### Cuartos de final
| 18 de junio de 2011, 17:00 | Costa Rica                         | 1:1 (1:1, 0:0) (t. s.)(2:4 p.) | Honduras                                 | New Meadowlands Stadium, East Rutherford                   |                                                            |
|                            | Marshall 56'                       | Reporte                        | Bengtson 49'                             | Asistencia: 78 807 espectadores Árbitro(s): Roberto Moreno | Asistencia: 78 807 espectadores Árbitro(s): Roberto Moreno |
|                            |                                    | Tiros desde el punto penal     |                                          |                                                            |                                                            |
|                            | Borges · Ruiz · Saborío · Campbell |                                | Costly · Bernárdez · Palacios · Bengtson |                                                            |                                                            |

| 18 de junio de 2011, 20:00 | México                           | 2:1 (0:1) | Guatemala  | New Meadowlands Stadium, East Rutherford                      |                                                               |
|                            | De Nigris 48' · J. Hernández 66' | Reporte   | C. Ruiz 5' | Asistencia: 78 807 espectadores Árbitro(s): Courtney Campbell | Asistencia: 78 807 espectadores Árbitro(s): Courtney Campbell |

| 19 de junio de 2011, 15:00 | Jamaica | 0:2 (0:0) | Estados Unidos                  | Robert F. Kennedy Memorial Stadium, Washington D. C.        |                                                             |
|                            |         | Reporte   | Taylor 49' (a.g.) · Dempsey 80' | Asistencia: 45 424 espectadores Árbitro(s): Marco Rodríguez | Asistencia: 45 424 espectadores Árbitro(s): Marco Rodríguez |

| 19 de junio de 2011, 18:00 | Panamá                                           | 1:1 (1:1, 0:0) (t. s.)(5:3 p.) | El Salvador                        | Robert F. Kennedy Memorial Stadium, Washington D. C.       |                                                            |
|                            | Tejada 89'                                       | Reporte                        | Zelaya 78' (pen.)                  | Asistencia: 45 424 espectadores Árbitro(s): Wálter Quesada | Asistencia: 45 424 espectadores Árbitro(s): Wálter Quesada |
|                            |                                                  | Tiros desde el punto penal     |                                    |                                                            |                                                            |
|                            | Barahona · Rentería · Godoy · Henríquez · Tejada |                                | D. Alas · Romero · Zelaya · Flores |                                                            |                                                            |

#### Semifinales
| 22 de junio de 2011, 18:00 (UTC-5) | Estados Unidos | 1:0 (0:0) | Panamá | Reliant Stadium, Houston                                      |                                                               |
|                                    | Dempsey 76'    | Reporte   |        | Asistencia: 70 627 espectadores Árbitro(s): Enrico Wijngaarde | Asistencia: 70 627 espectadores Árbitro(s): Enrico Wijngaarde |

| 22 de junio de 2011, 21:00 (UTC-5) | Honduras | 0:2 (0:0, 0:0) (t. s.) | México                           | Reliant Stadium, Houston                                 |                                                          |
|                                    |          | Reporte                | De Nigris 93' · J. Hernández 98' | Asistencia: 70 627 espectadores Árbitro(s): Walter López | Asistencia: 70 627 espectadores Árbitro(s): Walter López |

#### Final
| 25 de junio de 2011, 18:00 (UTC-7) | Estados Unidos           | 2:4 (2:2) | México                                          | Estadio Rose Bowl, Pasadena                              |                                                          |
|                                    | Bradley 8' · Donovan 23' | Reporte   | Barrera 29' 50' · Guardado 36' · Dos Santos 76' | Asistencia: 93 420 espectadores Árbitro(s): Joel Aguilar | Asistencia: 93 420 espectadores Árbitro(s): Joel Aguilar |

|                   |
| Bandera de México |
| Campeón México    |
| 9.º título        |

## Estadísticas
| Pos. | Equipo         | Pts | PJ | PG | PE | PP | GF | GC | Dif. | Rend. |
| ---- | -------------- | --- | -- | -- | -- | -- | -- | -- | ---- | ----- |
| 1    | México         | 18  | 6  | 6  | 0  | 0  | 22 | 4  | 18   | 100%  |
| 2    | Estados Unidos | 12  | 6  | 4  | 0  | 2  | 9  | 6  | 3    | 66.6% |
| 3    | Panamá         | 8   | 5  | 2  | 2  | 1  | 7  | 6  | 1    | 53.3% |
| 4    | Honduras       | 5   | 5  | 1  | 2  | 2  | 8  | 5  | 3    | 33.3% |
| 5    | Jamaica        | 9   | 4  | 3  | 0  | 1  | 7  | 2  | 5    | 75.0% |
| 6    | Costa Rica     | 5   | 4  | 1  | 2  | 1  | 8  | 6  | 2    | 41.6% |
| 7    | El Salvador    | 5   | 4  | 1  | 2  | 1  | 8  | 8  | 0    | 41.6% |
| 8    | Guatemala      | 4   | 4  | 1  | 1  | 2  | 5  | 4  | 1    | 33.3% |
| 9    | Canadá         | 4   | 3  | 1  | 1  | 1  | 2  | 3  | -1   | 44.4% |
| 10   | Guadalupe      | 0   | 3  | 0  | 0  | 3  | 2  | 5  | -3   | 0%    |
| 11   | Granada        | 0   | 3  | 0  | 0  | 3  | 1  | 15 | -14  | 0%    |
| 12   | Cuba           | 0   | 3  | 0  | 0  | 3  | 1  | 16 | -15  | 0%    |

## Premios y reconocimientos

### Bota de Oro
Tabla de goleadores del torneo. El máximo anotador es galardonado con el trofeo Bota de  Oro.
| Jugador             | Selección      | Goles |
| ------------------- | -------------- | ----- |
| Javier Hernández    | México         | 7     |
| Aldo de Nigris      | México         | 4     |
| Rodolfo Zelaya      | El Salvador    | 4     |
| Pablo Barrera       | México         | 3     |
| Carlo Costly        | Honduras       | 3     |
| Luis Tejada         | Panamá         | 3     |
| Marco Ureña         | Costa Rica     | 3     |
| Demar Phillips      | Jamaica        | 3     |
| Clint Dempsey       | Estados Unidos | 3     |
| Jerry Bengtson      | Honduras       | 3     |
| Giovanni dos Santos | México         | 3     |
| Andrés Guardado     | México         | 3     |
| Jozy Altidore       | Estados Unidos | 2     |
| Gabriel Gómez       | Panamá         | 2     |
| Dwayne De Rosario   | Canadá         | 2     |
| Brice Jovial        | Guadalupe      | 2     |
| Ryan Johnson        | Jamaica        | 2     |
| Carlos Ruiz         | Guatemala      | 2     |

### Otros reconocimientos
| Jugador más valioso | Máximo goleador  | Mejor guardameta | Premio al juego limpio |
| ------------------- | ---------------- | ---------------- | ---------------------- |
| Javier Hernández    | Javier Hernández | Noel Valladares  | México                 |